# Risikés
Risikés (hindi nyelven: ऋषिकेश , nyugati átírással: Rishikesh) város Észak-India területén Uttarakhand államban. Lakossága 102 ezer fő volt 2011-ben. Risikés Delhitől 225 km-re, Haridvártól 24 km-re ÉK-re, a Himalája lábainál fekszik. 
Zarándokhely, a Gangesz mentén sok szentéllyel. Ásramjai és jógaiskolái miatt gyakran nevezik a jóga fővárosának. 1968-ban a The Beatles rockegyüttes is felkereste Maharisi Mahes jógi ásramját, hogy kipróbálják a transzcendentális meditációt.

## Éghajlat
| Hónap                         | Jan. | Feb. | Már. | Ápr. | Máj. | Jún. | Júl. | Aug. | Szep. | Okt. | Nov. | Dec. | Év   |
| ----------------------------- | ---- | ---- | ---- | ---- | ---- | ---- | ---- | ---- | ----- | ---- | ---- | ---- | ---- |
| Átlagos max. hőmérséklet (°C) | 17,0 | 22,0 | 29,0 | 35,0 | 39,0 | 38,0 | 33,0 | 32,0 | 32,0  | 30,0 | 25,0 | 20,0 | 29,4 |
| Átlagos min. hőmérséklet (°C) | 5,0  | 8,0  | 14,0 | 18,0 | 23,0 | 25,0 | 25,0 | 24,0 | 23,0  | 15,0 | 9,0  | 6,0  | 16,3 |
| Átl. csapadékmennyiség (mm)   | 51   | 33   | 34   | 9    | 20   | 94   | 482  | 495  | 219   | 76   | 9    | 17   | 1539 |
| Forrás: Weather2Travel        |      |      |      |      |      |      |      |      |       |      |      |      |      |

## Fordítás
- Ez a szócikk részben vagy egészben  a   Rishikesh című angol Wikipédia-szócikk fordításán alapul.  Az eredeti cikk szerkesztőit annak laptörténete sorolja fel. Ez a jelzés csupán a megfogalmazás eredetét és a szerzői jogokat jelzi, nem szolgál a cikkben szereplő információk forrásmegjelöléseként.